# 스톤 템플 파일럿츠
스톤 템플 파일럿츠(Stone Temple Pilots)는 미국 샌디에이고 출신의 록 밴드이다.